# Boophis pyrrhus
Espèce
Statut de conservation UICN

 LC  : Préoccupation mineure
Boophis pyrrhus est une espèce d'amphibiens de la famille des Mantellidae.

## Répartition
Cette espèce est endémique de Madagascar. Elle se rencontre entre 450 et 915 m d'altitude de la réserve spéciale d'Ambatovaky au parc national de Ranomafana,.

## Description
Boophis pyrrhus mesure de 26 à 32 mm pour les mâles. Son dos varie du beige au roux avec de petites taches rouges. Une marque en forme de sablier de couleur brun-gris est présente sur le dos. Son ventre est blanchâtre ; sa gorge gris-beige.

## Étymologie
Son nom d'espèce, du grec pyrrhos, « rouge feu », lui a été donné en référence à la coloration qu'elle prend une fois préservée dans l'alcool.

## Publication originale
- Glaw, Vences, Andreone & Vallan, 2001 : Revision of the Boophis majori group (Amphibia: Mantellidae) from Madagascar, with descriptions of five new species. Zoological Journal of the Linnean Society, vol. 133, p. 495-529.